# 法兰克福音乐与表演艺术学院
法兰克福音乐与表演艺术学院（德語：Hochschule für Musik und Darstellende Kunst Frankfurt am Main）是位于德国法兰克福的音乐、戏剧、舞蹈类高校，始建于1938年。

## 历史
法兰克福1878年起创建的霍赫音乐学院在19世纪和20世纪初收获了世界性声誉。1933年4月，纳粹党在德国掌权后，将霍赫音乐学院的校长等12名犹太或外国教职人员开除，并将该校降格为普通音乐学校，1938年更名为音乐学院（Hochschule für Musik），1940年更名为“国立音乐学院 - 霍赫音乐学院”（Staatliche Hochschule für Musik - Dr Hoch's Konservatorium）。1942年，校名中移除了“霍赫音乐学院”，因为霍赫音乐学院的赞助人约瑟夫·霍赫在遗嘱中说明校名不得更改，国立音乐学院（Staatliche Hochschule für Musik）从此分割出来，独立发展。
二战尾声时，两所学校都先后关闭，曾在霍赫音乐学院任教的管风琴家赫尔穆特·瓦尔哈主持了国立音乐学院的重建。学校初期财政困难，直到1956年才拥有自己的建筑，接管黑森广播公司建于1933年的广播大楼。